# Svirsk
Svirsk (en rus Свирск) és una ciutat de l'óblast d'Irkutsk, a Rússia. Es troba a la vora esquerra de l'embassament de Bratsk, al riu Angarà, a 150 km al nord-oest d'Irkutsk.

## Història
Des de la primera meitat del segle xix hi havia a l'emplaçament de la ciutat actual un poble anomenat Svírskaia. Durant la dècada de 1930 s'hi obriren una fàbrica d'acumuladors i un port sobre el riu Angarà per transbordar la fusta i el carbó de la zona de Txeremkhovo. Durant la Segona Guerra Mundial la vila acollí una fàbrica d'acumuladors evacuada de Leningrad. Finalment aconseguí l'estatus de ciutat i el seu nom actual el 1949.